# Тимофеев, Михаил Васильевич
Михаил Васильевич Тимофеев (23 февраля 1905, Веретенниково, Бычихинская волость, Костромской уезд, Костромская губерния, Российская империя — 22 февраля 1963, Поддубное, Костромской район, Костромская область, РСФСР, СССР) — советский управляющий фермой, Герой Социалистического Труда (1949).

## Биография
Родился 23 февраля 1905 года в деревне Веретенниково Бычихинской волости Костромского уезда Костромской губернии Российской империи (ныне — Кузнецовского сельского поселения Костромского района Костромской области Российской Федерации).
Начал работать слесарем-ремонтником на Костромской ткацкой фабрике. В начале 1930-х годов вместе с другими двадцатипятитысячниками отправился в Сибирь организовывать колхозы.
После возвращения поступил в Ярославскую высшую школу сельского хозяйства. В 1934 году окончил её и был назначен управляющим фермой племсовхоза «Караваево», расположенного в одноимённом посёлке в Костромском районе Костромской области Российской Советской Федеративной Социалистической Республики Союза Советских Социалистических Республик (ныне — Караваевского сельского поселения Костромского района Костромской области РФ).
Вскоре избран председателем рабочего кооператива, затем — рабочего комитета. Позже стал председателем Ивановского областного комитета профсоюза рабочих и служащих совхозов. Переезжает в город Иваново Ивановской области (ныне — Ивановского городского округа Ивановской области РФ).
В 1939—1940 годах организовывал колхозы на Западной Украине и Западной Белоруссии. Вернулся на племсовхоз «Караваево» в той же должности управляющего фермой.
В первые месяцы Великой Отечественной войны был призван в армию по партийной мобилизации Ярославского областного комитета Всесоюзной коммунистической партии (большевиков). В составе комендантского взвода управления 53-й гвардейской стрелковой Тартуской Краснознамённой дивизии принимал участие в битве за Москву, Прибалтийской и Восточно-Прусской операциях. Воевал на Северо-Западном, Ленинградском и 3-м Белорусском фронтах. К концу войны имел звание старшины.
После демобилизации вернулся на должность управляющего центральной фермой того же племсовхоза. За 1948 год на возглавляемой им ферме от 32 коров было получено 6758 килограммов молока с содержанием 253 килограммов молочного жира от коровы в среднем за год.
Скончался 22 февраля 1963 года. Похоронен в селе Поддубное Костромского района Костромской области.

## Награды
- Медаль «За боевые заслуги» (10 октября 1944 года)[1];
- Орден Красной Звезды (17 мая 1945 года)[1];
- Звание «Герой Социалистического Труда» с вручением медали «Серп и Молот» и ордена Ленина (12 июля 1949 года)[1];
- Орден Ленина (16 октября 1950 года)[1];
- Медаль «За оборону Москвы» (?)[1].